# Myoblast
Myoblast je unipotentní kmenová buňka (buňka schopná diferenciace jen do jediného typu tkáně) kosterní svaloviny. Splynutím myoblastů vznikají mnohojaderná svalová vlákna, která jsou už neschopná dalšího dělení. Ve svalech přetrvává malý počet myoblastů. Při zatažení nebo poranění se mohou začít dělit a vytvářet nová svalová vlákna. Schopnost regenerace kosterního svalstva je však u človeka nízká a věkem se dále snižuje.